# El Alcorconazo
El Alcorconazo és el nom donat per aficionats i pels mitjans d'esports espanyols al partit de primera volta dels trenta-dosens de final de la Copa del Rei 2009–10 entre l'AD Alcorcón i el Madrid Real, que va acabar en 4–0 per l'Alcorcón. La derrota va ser notable perquè el Reial Madrid, un dels clubs més grans del futbol espanyol i de fet del món, va perdre contra un modest Alcorcón, equip que llavors jugava a la Segona Divisió B. El Reial Madrid va guanyar el partit de tornada només per 1–0, de manera que l'Alcorcón va avançar victoriós a la següent ronda.
Aquesta derrota va ser una de les principals notícies d'esports pertot arreu d'Europa, i fou la notícia principal en mitjans britànics, i publicacions franceses i italianes. El fet també va marcat un augment de la prominència relativa del club del Madrid suburbà; podria haver estat una coincidència, però Alcorcón va començar un important projecte de renovació de l'estadi el mes següent.
La substitució Guti a la mitja part quan el marcador era de 3–0, quan havia estat reservat abans fou un altre tema en la premsa espanyola a causa de paraules que es van intercanviar entre el jugador i el seu entrenador, Manuel Pellegrini.
Va generar superstició i el número del dia del 4–0, 27 d'octubre de 2009, (27.109) fou un dels tiquets de loteria més venuts del Nadal 2009.
Ambdós partits, anada i tornada, van ser retransmesos al país sencer en Canal +.

## Contrast entre Reial Madrid i AD Alcorcón
El dos equips competidors tenien una significativa diferència en l'apartat financer. Els salaris anuals de l'equip presentat per l'AD Alcorcón el dia del partit eren, acumulats, de menys de 1 milió d'euros, en comparació als 110 € milions de salari dels jugadors del Madrid. El Reial Madrid s'havia gastat 254 € milions en nou fitxatges l'estiu anterior, i tenia més de 420 € milions de pressupost anual en aquell moment. Un dia abans del partit de primera volta contra l'Alcorcón, un dels patrocinadors corporatius del Reial Madrid havia donat cotxes nous a tot el primer equip per un valor total de 2 milions d'euros. El salari anual mitjà d'un jugador de l'Alcorcón era de 36,000 €, menys del que Cristiano Ronaldo guanyava en un dia aquella temporada. En aquella època, el filial del Madrid jugava a Segona B amb l'Alcorcón – i hi havia perdut només una vegada en els set partits anteriors entre el dos.

## Informe del partit

### Ronda de 32ens
| Equip 1     | Global | Equip 2         | Anada | Tornada |
| ----------- | ------ | --------------- | ----- | ------- |
| AD Alcorcón | 4–1    | Reial Madrid CF | 4–0   | 0–1     |

### Primera volta
| AD Alcorcón                                   | 4–0     | Reial Madrid |
| --------------------------------------------- | ------- | ------------ |
| Pérez 16', 53' Arbeloa 22' (p.p.) Ernesto 39' | Informe |              |

| Alcorcón | Real Madrid |

|                      |    |                  |       |     |
|                      |    |                  |       |     |
| GK                   | 1  | Juanma           | 90+1' |     |
| DF                   | 17 | Rubén Anuarbe    |       |     |
| DF                   | 18 | Íñigo López      | 52'   |     |
| DF                   | 20 | Borja Gómez      |       |     |
| DF                   | 15 | Nagore           | 7'    |     |
| MF                   | 8  | Rubén Sanz       |       |     |
| MF                   | 11 | Ernesto          |       | 63' |
| MF                   | 10 | Sergio Mora      |       |     |
| MF                   | 16 | Fernando Béjar   |       | 75' |
| FW                   | 14 | Diego Cascón     |       |     |
| FW                   | 22 | Borja Pérez      |       | 81' |
| Substitucions:       |    |                  |       |     |
| GK                   | 13 | Eladio           |       |     |
| DF                   | 4  | Mario            |       |     |
| MF                   | 21 | Jérémy Lempereur |       | 63' |
| MF                   | 19 | Carmelo          |       | 73' |
| FW                   | 9  | Bravo            |       | 81' |
| Entrenador:          |    |                  |       |     |
| Juan Antonio Anquela |    |                  |       |     |

|                   |    |                      |     |     |
|                   |    |                      |     |     |
| GK                | 13 | Jerzy Dudek          |     |     |
| DF                | 2  | Álvaro Arbeloa       |     |     |
| DF                | 18 | Raúl Albiol          | 61' |     |
| DF                | 21 | Christoph Metzelder  |     |     |
| DF                | 15 | Royston Drenthe      |     |     |
| MF                | 6  | Mahamadou Diarra     | 77' |     |
| MF                | 14 | Guti                 | 43' | 45' |
| MF                | 23 | Rafael van der Vaart |     |     |
| MF                | 24 | Esteban Granero      |     | 61' |
| FW                | 7  | Raúl                 |     | 71' |
| FW                | 11 | Karim Benzema        |     |     |
| Substitucions:    |    |                      |     |     |
| GK                | 26 | Antonio Adán         |     |     |
| DF                | 19 | Ezequiel Garay       |     |     |
| MF                | 5  | Fernando Gago        |     | 45' |
| DF                | 12 | Marcelo              |     | 61' |
| FW                | 17 | Ruud van Nistelrooy  |     | 71' |
| Entrenador:       |    |                      |     |     |
| Manuel Pellegrini |    |                      |     |     |

| Home del partit: Borja Pérez (Alcorcón) Àrbitres assistents: Luis Cote Sáez (Aragó) Aurelio Asensio Rodríguez (Astúries) Quart àrbitre: Rubén Gómez González (Castella i Lleó) |